# اویانکا کارگو
اویانکا کارگو (به انگلیسی: Avianca Cargo) یک شرکت هواپیمایی با کد یاتا QT است که در ۱۹۷۳ میلادی تأسیس شده‌است. دفتر مرکزی اویانکا کارگو در مدلین، کلمبیا واقع شده‌است و به ۲۰ مقصد، پرواز انجام می‌دهد.